# Ґулшан
Ґулша́н (тадж. Гулшан) — село у складі Хатлонської області Таджикистану. Адміністративний центр Ґулшанського джамоату Фархорського району.
Назва означає квітник. До 1971 року село називалось Девдор.
Населення — 5433 особи (2010; 5555 в 2009, 2387 в 1978).
Національний склад станом на 1978 рік — таджики.
Через село проходить автошлях А-385 Вахдат-Пандж.